# Broniewo (powiat nakielski)
Broniewo – wieś w Polsce położona w województwie kujawsko-pomorskim, w powiecie nakielskim, w gminie Sadki.

## Podział administracyjny
W latach 1975–1998 miejscowość należała administracyjnie do województwa bydgoskiego.

## Demografia
Według Narodowego Spisu Powszechnego (III 2011 r.) liczyła 236 mieszkańców. Jest dwunastą co do wielkości miejscowością gminy Sadki.

## Zabytki
Według rejestru zabytków NID na listę zabytków wpisany jest zespół dworski, nr rej.: A/228/1-2 z 10.06.1987:
- dwór, XIX w., 1905 r.
- park, 1905 r.

## Urodzeni w Broniewie
- Ludwik Haase – polski prezbiter, działacz społeczny, proboszcz parafii w Kicinie i Wierzenicy, pierwszy dziekan gośliński (1927-1940)[5], członek Towarzystwa Przyjaciół Nauk w Poznaniu, członek Towarzystwa Pomocy Naukowej Karola Marcinkowskiego, ofiara Intelligenzaktion[6].
- Benedykt Musiał – podporucznik Armii Krajowej, w latach 1943–1945 dowódca Obwodu Wyrzysk AK, major Wojska Polskiego, doktor nauk rolniczych[7].